# Кийлуд
Кийлу́д (рос. Кыйлуд) — село у складі Увинському районі Удмуртії, Росія.

## Населення
Населення — 631 особа (2010; 740 в 2002).
Національний склад станом на 2002 рік:
- удмурти — 52 %
- росіяни — 46 %

## Урбаноніми[3]
- вулиці — Берегова, Зарічна, Колгоспна, Лісова, Лучна, Піонерська, Польова, Радянська, Шкільна, Ювілейна
- провулки — Центральний